# Edgard Leblanc Fils
Edgard Leblanc Fils (Miragoâne, 18 agosto 1955) è un politico haitiano, che è stato presidente del Senato dal 1995 al 2000, e presidente del Consiglio presidenziale di transizione dal 30 aprile al 7 ottobre 2024.

## Governo provvisorio del 2016
Dopo le dimissioni di Michel Martelly il 10 febbraio 2016, è arrivato secondo dietro a Jocelerme Privert nel secondo turno delle elezioni presidenziali provvisorie indirette del febbraio 2016 (in cui ha votato solo il Parlamento).
Edgard Leblanc era una delle sei persone nominate come potenziale primo ministro, ma alla fine Fritz Jean divenne il nuovo primo ministro.

## Presidente del Consiglio presidenziale di transizione
Il 14 marzo 2024, è stato designato membro del Consiglio presidenziale di transizione dalla coalizione formata dal partito haitiano Tèt Kale (PHTK), dall'Organizzazione del popolo in lotta (OPL), dalla Lega alternativa per il progresso e l'emancipazione haitiana.
Il 30 aprile, Edgard Leblanc Fils è stato designato presidente del Consiglio presidenziale di transizione da quattro membri su sette elettori, che hanno così formato un polo di maggioranza. Pur non essendo il capo dello Stato, essendo la leadership dello Stato collegiale, il presidente del Consiglio presidenziale di transizione è il membro più importante del Consiglio e svolge un ruolo di coordinamento.
Il polo di maggioranza è composto da Smith Augustin, Emmanuel Vertilaire, Louis Gérald Gilles e Edgard Leblanc Fils. Il polo di minoranza, composto da Leslie Voltaire, Fritz Jean e Laurent St-Cyr, riconosce la validità della designazione di Leblanc Fils, ma si oppone alla scelta del primo ministro. Inoltre, Fanmi Lavalas minaccia di ritirarsi dal Consiglio presidenziale di transizione.
L'8 maggio i membri del Consiglio presidenziale hanno concordato il principio della rotazione della presidenza ogni tre-cinque mesi. Edgard Leblanc Fils sarà quindi sostituito il 7 ottobre 2024, successivamente da Fritz Jean, Leslie Voltaire e poi Louis Gérald Gilles. Inoltre, le decisioni vengono ora prese a maggioranza qualificata di cinque su sette. Il 9 maggio, Fritz Jean ha ceduto il turno a Smith Augustin, che ha proposto di passare a cinque presidenze consecutive per poter assumere lui stesso il ruolo.
Il 2 ottobre, l'Ufficio anticorruzione ha raccomandato l'incriminazione per corruzione di Gilles, Vertillaire e Augustin. Mentre Claude Joseph chiede le dimissioni di Augustin, il gruppo di Gilles accettò di sostituirlo. Il 7 ottobre, una nuova risoluzione del Consiglio presidenziale di transizione ha stabilito una nuova rotazione. Leblanc Fils sarà sostituito da Leslie Voltaire, poi da Fritz Jean e infine da Laurent Saint-Cyr.